# Кауфман, Исаак Михайлович
Кауфман Исаак Михайлович (8 (20) октября 1887, Новгород-Северский — 18 декабря 1971, Москва) — советский историк-книговед, библиограф и библиографовед.

## Биография
В 1920 году окончил историко-филологический факультет Московского университета.
С начала 1920-х годов работал в Госиздате, затем в КОГИЗ библиографом, затем заведующим информационно-библиографическим отделом. Совместно с Н. В. Здобновым принимал участие в составлении «Каталога изданий Государственного издательства и его отделений».
В 1942—1959 годах работал в Государственной библиотеке им. В. И. Ленина.
В 1962—1967 годах — редактор «Сводного каталога русской книги гражданской печати XVIII века».
В 1969 году выступил редактором при издании каталога библиофила Н. П. Смирнова-Сокольского «Моя библиотека».
Похоронен на Комаровском кладбище.

### Указатели литературы, каталоги, редакторская работа
- Каталог изданий Государственного издательства и его отделений. Доп. 1. 1926. Сост. Н. В. Здобнов, И. М. Кауфман. — М.; Л.: ГИЗ, 1927. — 148 с.
- Героический Ленинград. Краткий аннотированный список литературы. Сост. И. М. Кауфман и М. П. Востокова. — М.: [Б. и.], 1943. — 39 с.
- Великая Отечественная война. Указатель литературы за июль-сентябрь 1942 г. [Вып. I]. Сост. М. С. Воинов, И. М. Кауфман и Е. А. Яновская. — М.: Тип. «Гудок», 1943. — 81 с.
- Великая Отечественная война. Указатель литературы за октябрь-декабрь 1942 г. [Вып. II]. Сост. М. С. Воинов, И. М. Кауфман и Е. А. Яновская. — М.: Тип. «Гудок», 1943. — 76 с.
- Великая Отечественная война. Указатель литературы за январь-март 1943 г. [Вып. III]. Сост. И. М. Кауфман и Е. А. Яновская. — М.: Тип. «Гудок», 1943. — 76 с.
- Великая Отечественная война. Указатель литературы за апрель-июнь 1943 г. [Вып. IV]. Сост. И. М. Кауфман, Е. А. Яновская. — М.: Тип. «Гудок», 1943. — 103 с.
- Великая Отечественная война. Указатель литературы за июль-сентябрь 1943 г. [Вып. V]. Сост. И. М. Кауфман и Е. А. Яновская. — М.: Тип. «Гудок», 1943. — 108 с.
- Великая Отечественная война. Указатель литературы за октябрь-декабрь 1943 г. [Вып. VI]. Сост. И. М. Кауфман и Е. А. Яновская. — М.: Тип. «Гудок», 1944. — 136 с.
- Великая Отечественная война. Указатель литературы за январь-март 1944 г. Вып. VII. Сост. И. М. Кауфман и Е. А. Яновская. — М.: Тип. «Гудок», 1944. — 167 с.
- Великая Отечественная война. Указатель литературы за апрель-июнь 1944 г. Вып. VIII. Сост. И. М. Кауфман и Е. А. Яновская. — М.: Тип. «Гудок», 1945. — 193 с.
- Великая Отечественная война. Указатель литературы за июль-сентябрь 1944 г. Вып. IX. Сост. И. М. Кауфман и Е. А. Яновская. — М.: Тип. «Гудок», 1946. — 198 с.
- Великая Отечественная война. Указатель литературы за октябрь-декабрь 1944 г. Вып. X. Сост. И. М. Кауфман и Е. А. Яновская. — М.: Тип. «Гудок», 1946. — 171 с.
- Великая Отечественная война. Указатель литературы за январь-июнь 1945 г. Вып. XI—XII. Сост. И. М. Кауфман, В. Т. Повалишина, Е. А. Яновская. — М.: Тип. «Гудок», 1947. — 388 с.
- Комсомол в Отечественной войне. Аннотированный указатель литературы. Сост. И. М. Кауфман. — М.: Тип. «Гудок», 1944. — 54 с.
- Выступления, приказы, приветствия товарища И. В. Сталина за годы Великой Отечественной войны (1941—1945). Библиографический указатель. Сост. И. М. Кауфман. — М.: Тип. б-ки им. В. И. Ленина, 1945. — 143 с.
- Письма, приветствия и обращения к товарищу И. В. Сталину за годы Великой Отечественной войны (1941—1945). Библиографический указатель. Сост. Е. М. Герр и И. М. Кауфман. — М.: Тип. «Гудок», 1947. — 80 с.
- Великие стройки Сталинской эпохи. Куйбышевская, Сталинградская и Каховская гидроэлектростанции, Главный Туркменский, Южно-Украинский и Северо-Крымский каналы. Краткий рекомендательный указатель литературы. Сост. С. В. Казаков, И. М. Кауфман и З. Г. Коркина. — М.: Тип. Б-ки им. В. И. Ленина, 1950. — 24 с.
- Типовой каталог районной библиотеки: дополнение за 1947—1948 гг. Отд. 0-91. Сост. Ю. А. Глезарова, З. П. Гончарова, П. Б. Захаревич… И. М. Кауфман и др. — М.: Госкультпросветиздат, 1950. — 480 с.
- Механизаторы социалистического сельского хозяйства. Памятка. Сост. И. М. Кауфман и М. Н. Яковлева. — М.: Тип. Б-ки им. В. И. Ленина, 1950. — 53 с.
- В помощь сельскому радиолюбителю. Рекомендательный указатель литературы. Сост. И. М. Кауфман. Науч. ред. С. В. Литвинов. — М.: [Б. и.], 1951. — 23 с.
- Русские электротехники. Рекомендательный указатель литературы. Сост. Л. Д. Белькинд. Ред. И. М. Кауфман. — М.: Тип. Б-ки им. В. И. Ленина, 1951. — 133 с.
- За массовый спорт в колхозах! Краткий рекомендательный указатель литературы. Сост. И. М. Кауфман. Под ред. Н. К. Прыткова. — М.: [Б. и.], 1951. — 32 с.
- Что читать работникам МТС о своем производстве. Краткий рекомендательный указатель литературы. Сост. И. М. Кауфман, Л. О. Костенецкая, Е. Д. Золотарева. — М.: Тип. Б-ки им. В. И. Ленина, 1951. — 36 с.
- Что читать работникам МТС о своем производстве. Краткий рекомендательный указатель литературы. 2-е изд., испр. и доп. Ред. И. М. Кауфман. — М.: Тип. Б-ки им. В. И. Ленина, 1952. — 24 с.
- Новаторы строительной техники. Рекомендательный указатель литературы. Сост. В. М. Минц, Е. Я. Островская. Вып. 1. Земляные, каменные и штукатурные работы. Ред. И. М. Кауфман. — М.: Тип. Б-ки им. В. И. Ленина, 1952. — 58 с.
- Рассказы о русском первенстве. Сост. О. И. Левина. Ред. И. М. Кауфман. — М.: Тип. Б-ки им. В. И. Ленина, 1952. — 1 л.
- Рекомендательный каталог сельской и колхозной библиотеки. Сост. П. Б. Захаревич, Э. Н. Кабалкина, И. М. Кауфман и др. — М.: Госкультпросветиздат, 1952. — 542 с.
- Русские архитекторы и строители. Аннотированный указатель литературы. Ред. И. М. Кауфман. — М.: Тип. Б-ки им. В. И. Ленина, 1952. — 160 с.
- МТС — решающая сила колхозного производства. Рекомендательный указатель литературы по механизации сельского хозяйства в помощь работникам МТС. Сост. Л. М. Вадиковская, И. М. Кауфман и Н. А. Кондратова. Науч. ред. С. А. Петров. — М.: [Б. и.], 1954. — 82 с.
- Сельскохозяйственное строительство. Рекомендательный указатель литературы в помощь сельскому строителю. Сост. Р. М. Гальпер, В. М. Минц. Ред. И. М. Кауфман. — М.: Тип. Б-ки им. В. И. Ленина, 1954. — 48 с.
- В помощь сельскому радиофикатору и радисту. Рекомендательный указатель литературы. Сост. Л. М. Иванова. Ред. И. М. Кауфман. — М.: Тип. Б-ки им. В. И. Ленина, 1955. — 48 с.
- В помощь сельскому электрификатору. Краткий рекомендательный указатель литературы. Сост. Л. Е. Матвеева. Ред. И. М. Кауфман. — М.: Тип. Б-ки им. В. И. Ленина, 1955. — 48 с.
- В помощь юному технику. Библиографич. памятка. Для учащихся 6—8 кл. Сост. О. И. Левина. Ред. И. М. Кауфман. — М.: Тип. Б-ки им. В. И. Ленина, 1955. — 12 с.
- Кем быть? Что читать о рабочих профессиях. Беседа о книгах. Сост. Л. Е. Матвеева. Ред. И. М. Кауфман. — М.: Тип. Б-ки им. В. И. Ленина, 1955. — 60 с.
- Умелые руки. Библиографич. памятка. Для учащихся 4—5 кл. Сост. О. И. Левина. Ред. И. М. Кауфман. — М.: Тип. Б-ки им. В. И. Ленина, 1955. — 8 с.
- Автоматика и телемеханика в народном хозяйстве. Краткий рекомендательный указатель литературы. Сост. О. Н. Левшина. Ред. И. М. Кауфман. — М.: Тип. Б-ки им. В. И. Ленина, 1956. — 40 с.
- В помощь сельскому киномеханику. Рекомендательный указатель литературы. Сост. Л. М. Иванова. Ред. И. М. Кауфман. — М.: Тип. Б-ки им. В. И. Ленина, 1956. — 36 с.
- Кем быть? Что читать о производствах и рабочих профессиях. Библиография. Сост. Л. Е. Матвеева, Н. С. Молчанова. Ред. И. М. Кауфман. — М.: Тип. Б-ки им. В. И. Ленина, 1956. — 80 с.
- Машины на службу человеку. Беседа о книгах. Сост. Н. С. Молчанова. Ред. И. М. Кауфман. — М.: Тип. Б-ки им. В. И. Ленина, 1956. — 18 с.
- Ультразвук в науке и технике. Обзор научно-популярной литературы. Сост. А. Н. Бученков. Ред. И. М. Кауфман. — М.: Тип. Б-ки им. В. И. Ленина, 1956. — 11 с.
- Энергетика и ее роль в народном хозяйстве. Беседа о книгах. Сост. Н. С. Молчанова. Ред. И. М. Кауфман. — М.: Тип. Б-ки им. В. И. Ленина, 1956. — 19 с.
- Машиностроение СССР. Рекомендательный указатель литературы. Сост. И. И. Решетинский. Ред. И. М. Кауфман, Н. С. Молчанова, А. Я. Черняк. — М.: Тип. Б-ки им. В. И. Ленина, 1957. — 63 с.
- В помощь читателю. Аннотированный план чтения. Вып. 10. Сост. С. М. Воякина, З. Г. Дударева, И. М. Кауфман и др. Ред. А. Г. Сушко, В. А. Семенова. — М.: Тип. Б-ки им. В. И. Ленина; «Книга», 1958. — 64 с.
- Полимеры — материалы неограниченных возможностей. Рекомендательный обзор литературы. Сост. И. И. Решетинский. Ред. И. М. Кауфман. — М.: Тип. Б-ки им. В. И. Ленина, 1958. — 34 с.
- Сводный каталог русской книги гражданской печати XVIII века, 1725—1800. Т. 1. А—И. Сост. Е. И. Кацпржак, В. Т. Повалишина, И. М. Полонская и др. Библиогр. ред. И. М. Кауфмана. — М.: Изд. Гос. б-ки СССР им. В. И. Ленина, 1962. — 435 с.
- Сводный каталог русской книги гражданской печати XVIII века, 1725—1800. Т. 2. К—П. Сост. Е. И. Кацпржак, В. Т. Повалишина, И. М. Полонская и др. Библиогр. ред. И. М. Кауфмана. — М.: Изд. Гос. б-ки СССР им. В. И. Ленина, 1964. — 515 с.
- Сводный каталог русской книги гражданской печати XVIII века, 1725—1800. Т. 3. Р—Я. Сост. Е. И. Кацпржак, В. Т. Повалишина, И. М. Полонская и др. Библиогр. ред. И. М. Кауфмана. — М.: Изд. Гос. б-ки СССР им. В. И. Ленина, 1966. — 515 с.

Рекомендательный указатель литературы для библиотек
- Книги 1948 года. Рекомендательный указатель литературы для библиотек. Вып. 1—4. Общ. ред. И. М. Кауфмана. — М.: Изд-во Б-ки им. В. И. Ленина, 1948—1949. — 139; 114; 147; 160 с.
- Книги 1949 года. Рекомендательный указатель литературы для библиотек. Вып. 1/2 и 3. Общ. ред. И. М. Кауфмана. — М.: Изд-во Б-ки им. В. И. Ленина, 1950. — 312; 255 с.
- Книги 1949 года. Рекомендательный указатель литературы для библиотек. Вып. 4. Сост. <…> И. М. Кауфман и др. Ред. <…> И. М. Кауфман и др. — М.: Изд-во Б-ки им. В. И. Ленина, 1950. — 142 с.
- Книги 1950 года. Рекомендательный указатель литературы для библиотек. Вып. 1—4. Сост. <…> И. М. Кауфман и др. Ред. <…> И. М. Кауфман и др. — М.: Изд-во Б-ки им. В. И. Ленина, 1950—1951. — 182; 229; 224; 240 с.
- Книги 1951 года. Рекомендательный указатель литературы для библиотек. Вып. 1—4. Сост. <…> И. М. Кауфман и др. — М.: Изд-во Б-ки им. В. И. Ленина, 1951—1952. — 281; 300; 310; 364 с.
- Книги 1952 года. Рекомендательный указатель литературы для библиотек. Вып. 1—7, 9. Сост. <…> И. М. Кауфман и др. — М.: Изд-во Б-ки им. В. И. Ленина, 1952—1953. — 176; 140; 112; 118; 128; 120; 121; 108 с.
- Книги 1952 года. Рекомендательный указатель литературы для библиотек. Вып. 8, 10. Сост. <…> И. М. Кауфман и др. Ред. <…> И. М. Кауфман и др. — М.: Изд-во Б-ки им. В. И. Ленина, 1953. — 113; 148 с.
- Книги 1952 года. Рекомендательный указатель литературы для библиотек. Вып. 11—12. Ред. <…> И. М. Кауфман и др. — М.: Изд-во Б-ки им. В. И. Ленина, 1953. — 115; 119 с.
- Книги 1953 года. Рекомендательный указатель литературы для библиотек. Вып. 1—6, 9—12. Ред. <…> И. М. Кауфман и др. — М.: Изд-во Б-ки им. В. И. Ленина, 1953—1954. — 106; 126; 120; 120; 106; 110; 118; 123; 156; 156 с.
- Книги 1954 года. Рекомендательный указатель литературы для библиотек. Вып. 1—12. Ред. <…> И. М. Кауфман и др. — М.: Изд-во Б-ки им. В. И. Ленина, 1954—1955. — 148; 160; 127; 134; 115; 126; 112; 119; 99; 100; 91; 110 с.